# 铜枞市域铁路
铜枞市域铁路是中国安徽省一条规划中连接安徽省铜陵市与其下辖县枞阳县间的铁路。线路由铜陵站至枞阳站，全长76千米，共设6座车站。

## 简介
2020年6月，铜枞市域铁路项目预可研报告通过评审。根据方案，铜枞市域铁路由铜陵站新设市域场引出，后沿铜九铁路南侧西行，接入铜陵南站，出站后西行依次下穿铜九铁路、宁安高铁，跨过京台高速，由铜陵长江三桥过江，依次设铜陵江北站、横埠站、会宫站，在连城湖东岸设枞阳站，线路全长76千米。